# Ideopsis anapis
Ideopsis anapis är en fjärilsart som beskrevs av Felder 1861. Ideopsis anapis ingår i släktet Ideopsis och familjen praktfjärilar. Inga underarter finns listade i Catalogue of Life.